# Студенець (Грязовецький район)
Студене́ць (рос. Студенец) — присілок у складі Грязовецького району Вологодської області, Росія. Входить до складу Ростиловського сільського поселення.

## Населення
Населення — 15 осіб (2010; 20 у 2002).
Національний склад (станом на 2002 рік):
- росіяни — 100 %